# Kammer (Traunstein)
Kammer ist ein Ortsteil der Stadt Traunstein im oberbayerischen Landkreis Traunstein und Sitz einer katholischen Pfarrgemeinde.

## Geschichte
Kammer und seine Umgebung werden in der Salzburger Notitia Arnonis erstmals erwähnt. Es werden 80 abgabenpflichtige Romanen an der Traun gezählt. Romanische Bevölkerung kann man für die Orte Litzlwalchen, Traunwalchen, Walchenberg, Roitwalchen, Kammer, Oberwalchen und Katzwalchen annehmen. Kammer war im Mittelalter ein Amt des Landgerichts Traunstein und umfasste die Obmannschaften Berg, Traunwalchen, Pierling, Rettenbach, Thunstetten, Kammer und Weissenkirchen.
Die heutige Pfarrkirche St. Johannes Baptist wurde um 1452 als Filialkirche der Pfarrei Otting erbaut und ist dem heiligen Johannes dem Täufer geweiht. Der vermutlich spätromanische Vorgängerbau wurde als regionaltypischer spätgotischer Dorfkirchenbau aus Nagelfluh  mit eingezogenem Chor und Wandpfeilern umgebaut. Der Turm wurde um 1790 erneuert und 1879 aufgestockt. Nach der Barockisierung kam es zwischen 1870 und 1876 zu einer neugotischen Innenausstattung, welche bei einer Sanierung 1972/73 wieder zurückgenommen wurde.
1805 wurde Kammer zu einer eigenen königlichen Pfarrei erhoben. 1818 erfolgte durch das Gemeindeedikt die Bildung der politischen Gemeinde Kammer durch den Zusammenschluss der früheren Hauptmannschaften Rettenbach und Kammer. Diese hatte im Jahr 1933 613 Einwohner. Am 1. Juli 1972 wurde Kammer im Zuge der Gemeindegebietsreform in die Stadt Traunstein eingemeindet.
| Kirchdorf Kammer: Einwohnerzahlen von 1871 bis 1987 | Kirchdorf Kammer: Einwohnerzahlen von 1871 bis 1987 | Kirchdorf Kammer: Einwohnerzahlen von 1871 bis 1987 | Kirchdorf Kammer: Einwohnerzahlen von 1871 bis 1987 | Kirchdorf Kammer: Einwohnerzahlen von 1871 bis 1987 |
| --------------------------------------------------- | --------------------------------------------------- | --------------------------------------------------- | --------------------------------------------------- | --------------------------------------------------- |
| Jahr                                                |                                                     |                                                     |                                                     | Einwohner                                           |
| 1871                                                | 1871                                                |                                                     | 91                                                  | 91                                                  |
| 1885                                                | 1885                                                |                                                     | 121                                                 | 121                                                 |
| 1900                                                | 1900                                                |                                                     | 127                                                 | 127                                                 |
| 1925                                                | 1925                                                |                                                     | 148                                                 | 148                                                 |
| 1950                                                | 1950                                                |                                                     | 293                                                 | 293                                                 |
| 1961                                                | 1961                                                |                                                     | 254                                                 | 254                                                 |
| 1970                                                | 1970                                                |                                                     | 242                                                 | 242                                                 |
| 1987                                                | 1987                                                |                                                     | 562                                                 | 562                                                 |
| Quelle(n): Amtliche Ortsverzeichnisse für Bayern    |                                                     |                                                     |                                                     |                                                     |

| Gemeinde Kammer: Einwohnerzahlen von 1840 bis 1961                                                                                  | Gemeinde Kammer: Einwohnerzahlen von 1840 bis 1961 | Gemeinde Kammer: Einwohnerzahlen von 1840 bis 1961 | Gemeinde Kammer: Einwohnerzahlen von 1840 bis 1961 | Gemeinde Kammer: Einwohnerzahlen von 1840 bis 1961 |
| --- | -------------------------------------------------- | -------------------------------------------------- | -------------------------------------------------- | -------------------------------------------------- |
| Jahr |                                                    |                                                    |                                                    | Einwohner                                          |
| 1840 | 1840                                               |                                                    | 386                                                | 386                                                |
| 1852 | 1852                                               |                                                    | 377                                                | 377                                                |
| 1855 | 1855                                               |                                                    | 366                                                | 366                                                |
| 1861 | 1861                                               |                                                    | 391                                                | 391                                                |
| 1867 | 1867                                               |                                                    | 445                                                | 445                                                |
| 1871 | 1871                                               |                                                    | 410                                                | 410                                                |
| 1875 | 1875                                               |                                                    | 412                                                | 412                                                |
| 1880 | 1880                                               |                                                    | 461                                                | 461                                                |
| 1885 | 1885                                               |                                                    | 461                                                | 461                                                |
| 1890 | 1890                                               |                                                    | 500                                                | 500                                                |
| 1895 | 1895                                               |                                                    | 502                                                | 502                                                |
| 1900 | 1900                                               |                                                    | 512                                                | 512                                                |
| 1905 | 1905                                               |                                                    | 550                                                | 550                                                |
| 1910 | 1910                                               |                                                    | 551                                                | 551                                                |
| 1919 | 1919                                               |                                                    | 535                                                | 535                                                |
| 1925 | 1925                                               |                                                    | 601                                                | 601                                                |
| 1933 | 1933                                               |                                                    | 613                                                | 613                                                |
| 1939 | 1939                                               |                                                    | 643                                                | 643                                                |
| 1946 | 1946                                               |                                                    | 940                                                | 940                                                |
| 1950 | 1950                                               |                                                    | 956                                                | 956                                                |
| 1952 | 1952                                               |                                                    | 890                                                | 890                                                |
| 1961 | 1961                                               |                                                    | 772                                                | 772                                                |
| Quelle(n): Historisches Gemeindeverzeichnis, die Einwohnerzahlen der Gemeinden Bayerns in der Zeit von 1840 bis 1952, München, 1953 |                                                    |                                                    |                                                    |                                                    |

Die Gemarkung Kammer hatte am 31. Dezember 2015 1.465 Einwohner bei einer Fläche von 15,66 km². Sie umfasst die Orte Alterfing, Gerating, Haunstätt, Kaltenbach, Kammer, Kronacker, Langmoos, Leiderting, Lüfteneck, Marberloh, Neuhausen, Reichsberg, Rettenbach, Roitwalchen und Siegelberg.
Die Orte Doppelmann, Eschenbinder, Waldinger und Wiesenhäusl werden nach der Eingemeindung 1972 nicht mehr als amtlich benannte Gemeindeteile gezählt.

## Sehenswürdigkeiten
- Pfarrkirche St. Johannes Baptist, ein Saalbau mit polygonalem Chor, spätgotisch, bezeichnet mit dem Jahr 1455, die Turmspitze von 1879.
- Ehemaliger Schlosshügel

Siehe: Liste der Baudenkmäler in Traunstein und Liste der Bodendenkmäler in Traunstein

## Persönlichkeiten
- Balthasar Permoser (1651–1732), einer der bedeutendsten Bildhauer des Barock, geboren in Kammer

## Vereine
Kammer verfügt über eine Pfarrjugend, den Sportverein DJK Kammer, die Schützengesellschaft Kammer-Rettenbach, den Arbeiter- und Burschenverein, die Krieger- und Soldatenkameradschaft, die Freiwillige Feuerwehr Kammer und den GTEV Eschenwald Rettenbach, den Faschingsverein Blau-Weiß Kammer und den Dorfentwicklungsverein Kammer-Rettenbach e. V.